# Жалыбин, Сергей Михайлович
Сергей Михайлович Жалыбин (26 января 1950; Костанай, КазССР, СССР) — казахстанский государственный и общественный деятель. Депутат Сената (1995—1997) и Мажилиса Парламента Республики Казахстан ІІ, ІІІ созывов (1999—2007).

## Биография
Родился 28 января 1950 года в Костанае.
В 1980 году окончил Всесоюзный юридический институт по специальности юрист-правовед, Казахскую государственную академию управления по специальности экономист-международник.
В 1999 году защитил кандидатскую, в 2002 году докторскую диссертацию, тема диссертации: «Теоретические и методологические основы защиты прав человека при осуществлении уголовного преследования».
С 1967 по 1974 год — механик, рабочий швейных фабрик.
С 1975 по 1984 год — инспектор, старший инспектор ОБХСС Министерства внутренних дел КазССР.
С 1984 по 1995 год — адвокат, заместитель председателя, Председатель Кустанайской областной коллегии адвокатов.
С 1997 по 1999 год — вице-министр юстиции Республики Казахстан.
С 2007 по 2008 год — Начальник Департамента юстиции Костанайской области;
С сентября 2009 года — директор НИИ «Экономики и Права» при Костанайском социально-техническом университете имени академика 3. Алдамжар;
С августа 2013 года — инспектор-советник акима Костанайской области по взаимодействию с правоохранительными органами;

## Депутатская и общественная деятельность
Депутат 1-го областного маслихата в Костанайской области. Председатель комиссии по вопросам законности и правопорядка.
С 1995 по 1997 год — депутат Сената Парламента Республики Казахстан I созыва, член Комитета по международным делам, обороне и безопасности.
С 1999 по 2007 год — депутат Мажилиса Парламента Республики Казахстан ІІ, ІІІ созывов от избирательного округа № 47 Костанайской области. Председатель Комитета по законодательству и судебно — правовой реформе Мажилиса Парламента Республики Казахстан.
Член Национального Совета и Совета по правовой политике при Президенте Республики Казахстан;
Вице-президент Комитета по демократии и правам человека Межпарламентского союза, объединяющего 137 государств мира;
Почётный член Союза адвокатов Республики Казахстан;
Член Общественного Совета по контролю за деятельностью полиции при Министре внутренних дел Республики Казахстан;
Член Совета сенаторов при Сенате Парламента Республики Казахстана (с 20 сентября 2019 года);

## Научные, литературные труды
Автор более 100 публикаций по вопросам теории государства и права, в том числе в странах ближнего и дальнего зарубежья;
Монографии: «Правовое положение адвоката в уголовном судопроизводстве»; «Роль и место адвокатуры в судебной системе»; «Защита прав человека в уголовном судопроизводстве»; рецензент академического 3-х томного курса «Уголовное право в РК», а также ряда монографий, соавтор комментария к Уголовному кодексу РК и закону о «Противодействии терроризму»;
Учебное пособие «Адвокатура в Республике Казахстан»;
Главный редактор казахстанско-французского журнала «Проблемы экономики и права»;

## Награды и звания
- Медаль «Астана» (1998);[4]
- Орден «Курмет» (2001);[5][6]
- Орден «Парасат» (2011);[7]
- Орден Достык 2 степени (Указом президента РК от 2 декабря 2021 года);[8]
- Медаль «За отличную службу» (каз. Белсенді қызметі үшін) от партии «Нур Отан»;
- Благодарственное письмо Президента Республики Казахстан с вручением нагрудного знак «Алтын барыс» — за весомый вклад в совершенствование законодательной базы страны и осуществление правовых преобразований.;
- звания «Почётный гражданин города Костанай» (24 июля 2014 года);[9]
- знак «Герой международной энциклопедии» (2017);[10]
- звания «Почётный гражданин Костанайской области» (10 июля 2019 года);[11]
- звания «Почётный адвокат Казахстана»;
- академик Международной академии информатизации;[12]
- В качестве ВИП-персоны включѐн в республиканский сборник «Элита Казахстана» и энциклопедию Костанайской области;
- Правительственные медали, в том числе:
  - Медаль «10 лет Конституции Республики Казахстан» (2005);
  - Медаль «10 лет Парламенту Республики Казахстан» (2006);
  - Медаль «20 лет независимости Республики Казахстан» (2011);
  - Медаль «20 лет маслихатам Республики Казахстан» (2014);
  - Медаль «20 лет Конституции Республики Казахстан» (2015);
  - Медаль «25 лет независимости Республики Казахстан» (2016) и др.;